# 蒙古包

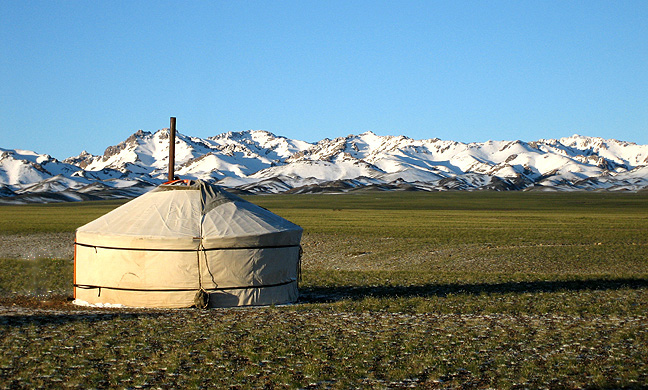
蒙古国的蒙古包

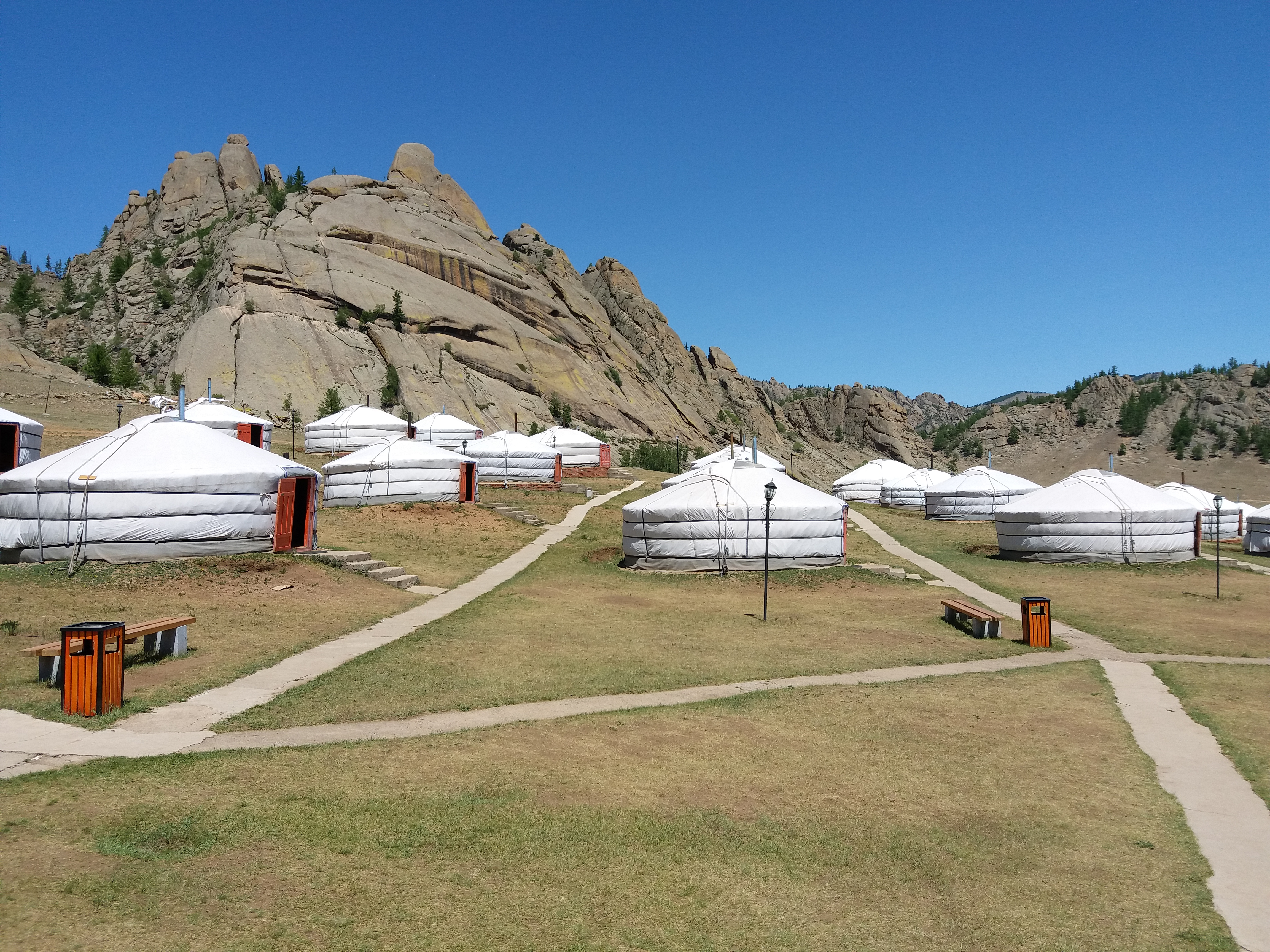
作為酒店的蒙古包

蒙古包（转写：monggo boo）是满语里对蒙古族牧民住房的称呼。这类住房形式不限于蒙古族，而是在中亚地区游牧民族中很常见。古代突厥、契丹、蒙古等游牧民族的住房。辽上京宫城里的宫帐被称为斡耳朵，也是一种形式的蒙古包。
汉语中的蒙古包一词始于清代。“包”（转写：boo），满语是家、屋的意思。也称为穹庐、毡帐或毡包（羅馬化：(kidis) ög，羅馬化：kiyis ayıl，羅馬化：kiyiz üy，羅馬化：otak̂）等。

## 製造圖解

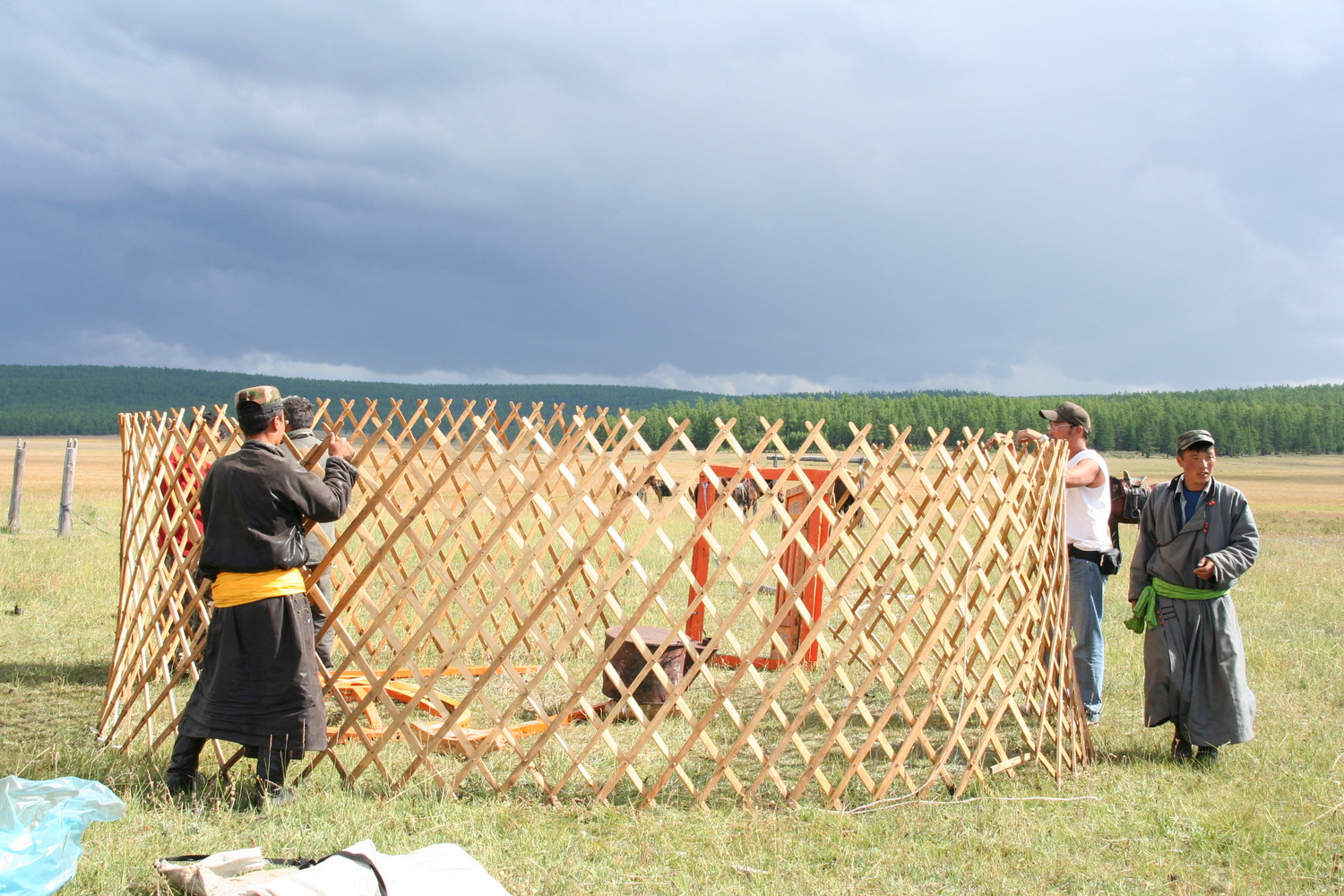
第一步:搭建牆的骨架加上門框
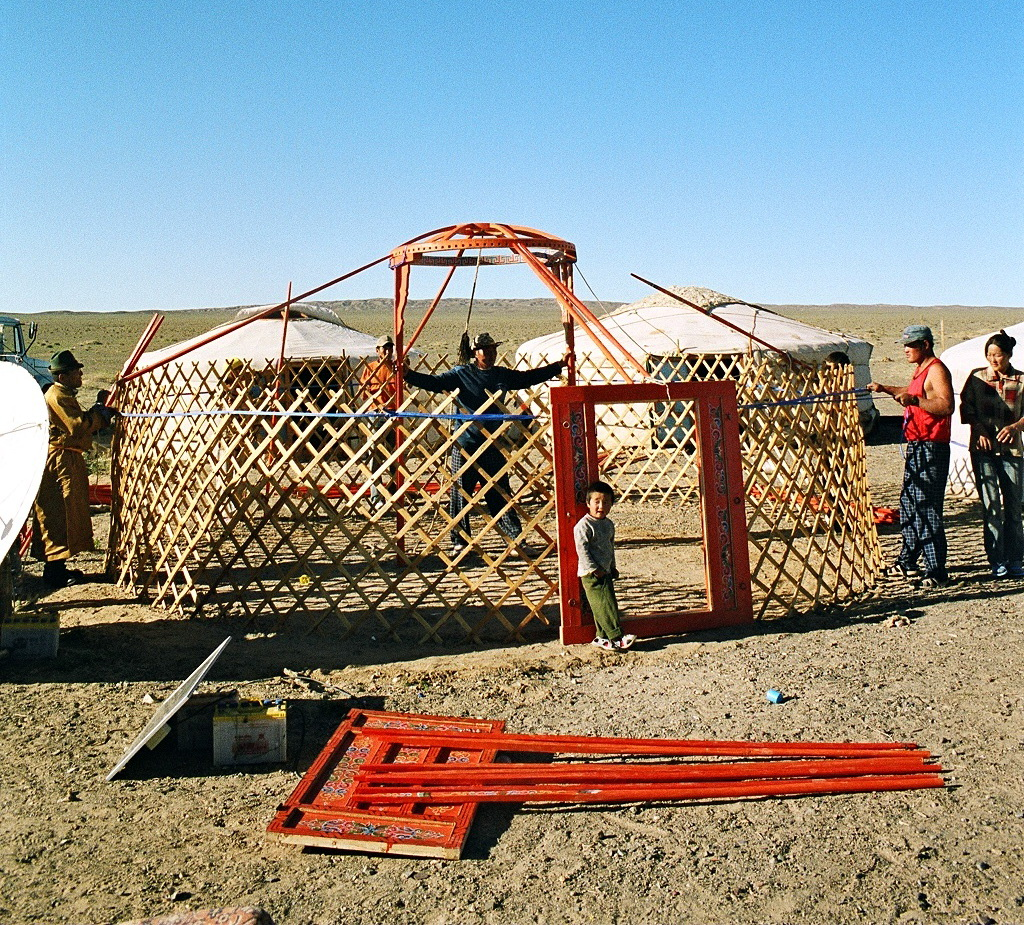
第二步:搭建骨架
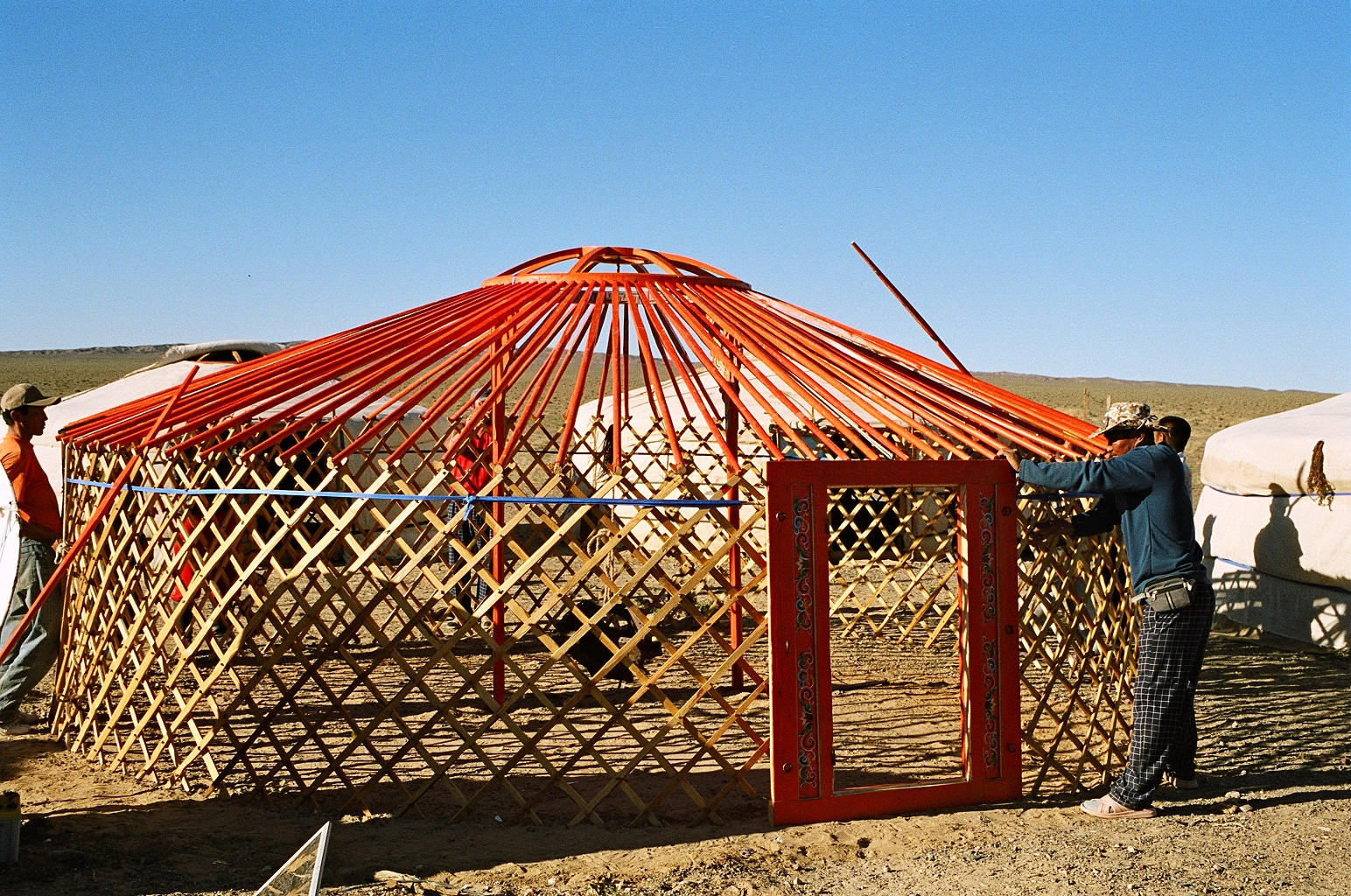
第三步:在屋頂的骨架上加通風口
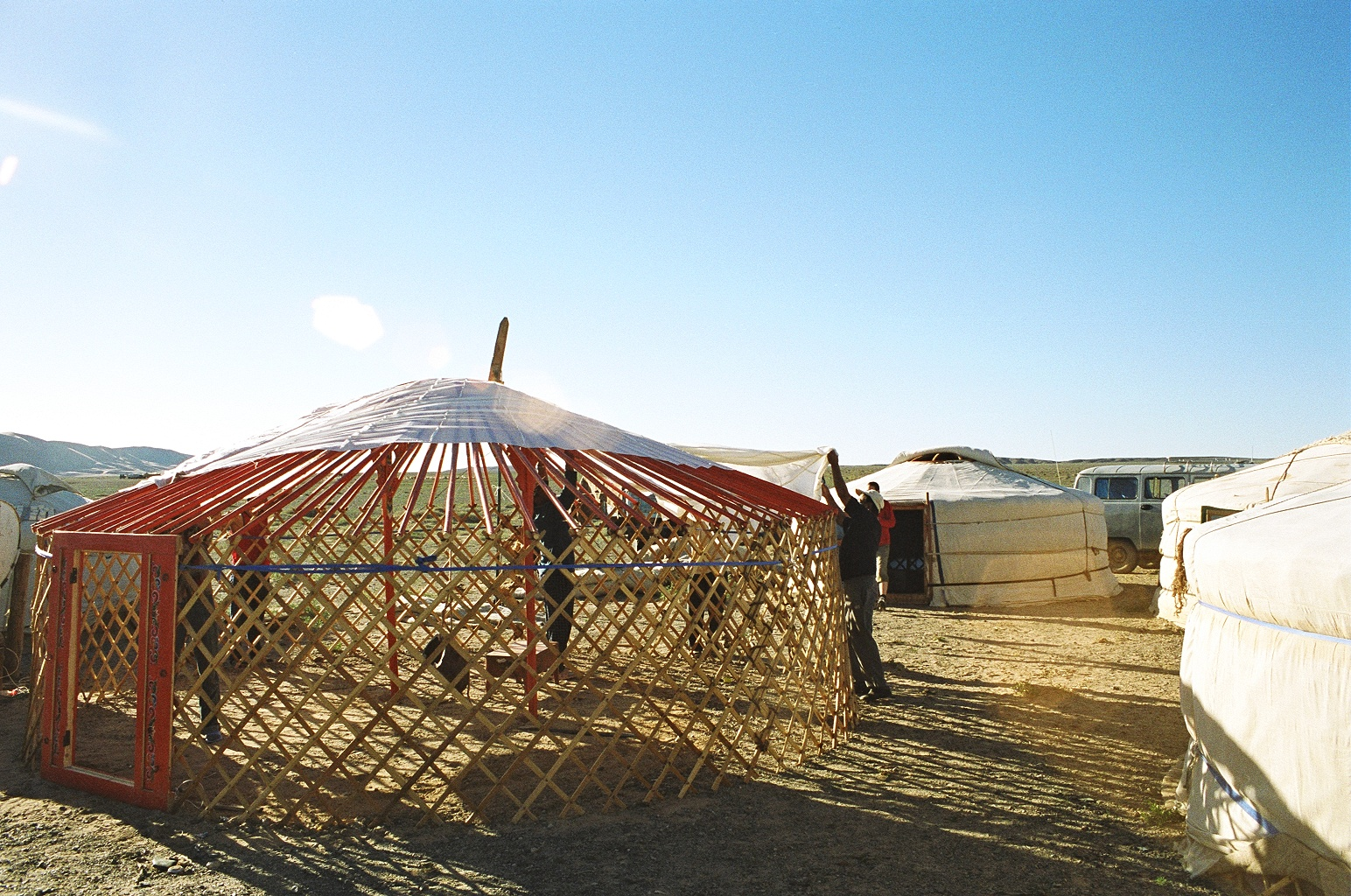
第四步:加上屋頂內側的防水層
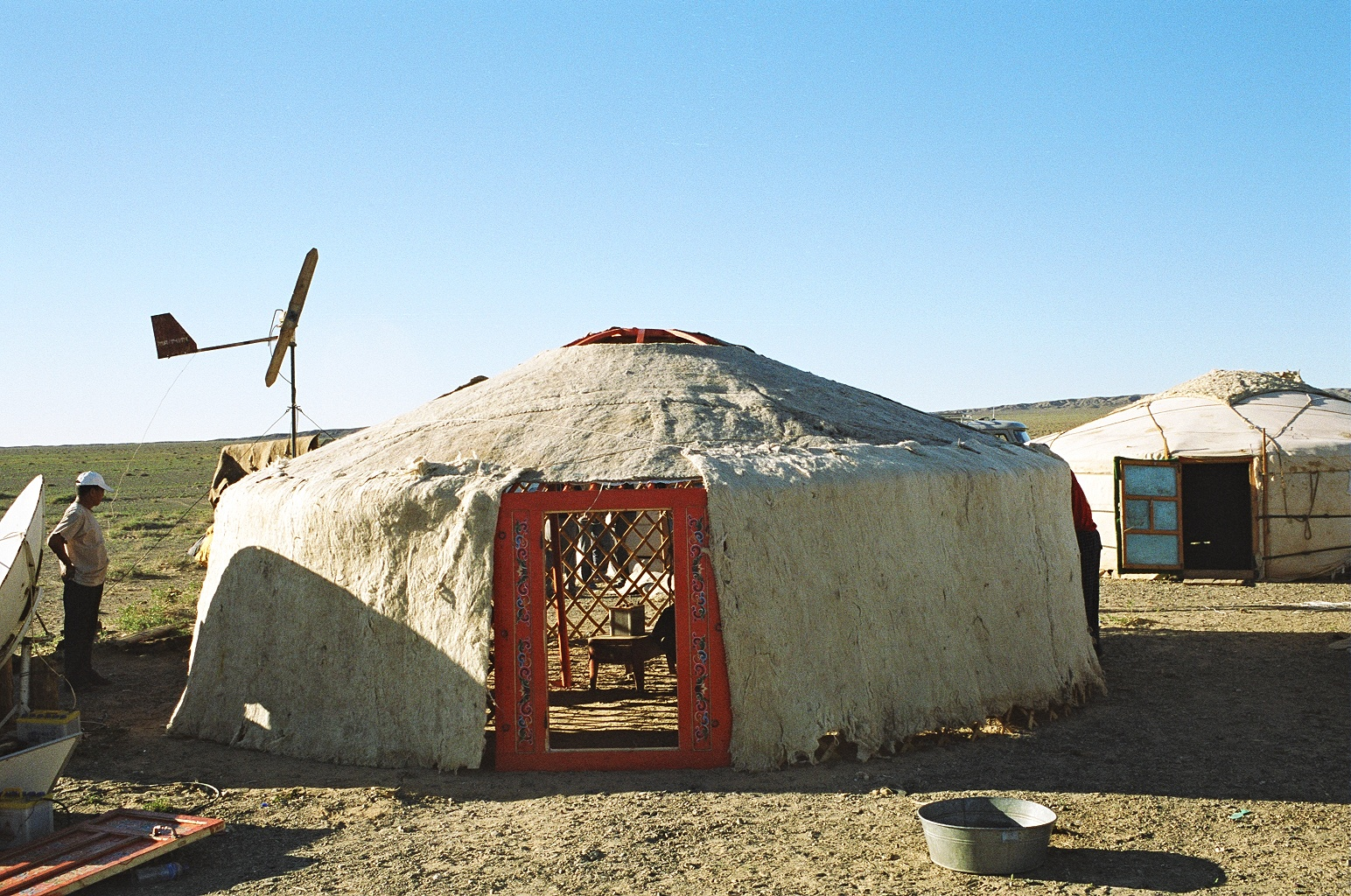
第五步:在屋頂和牆壁的骨架上蓋上內層的羊毛毯
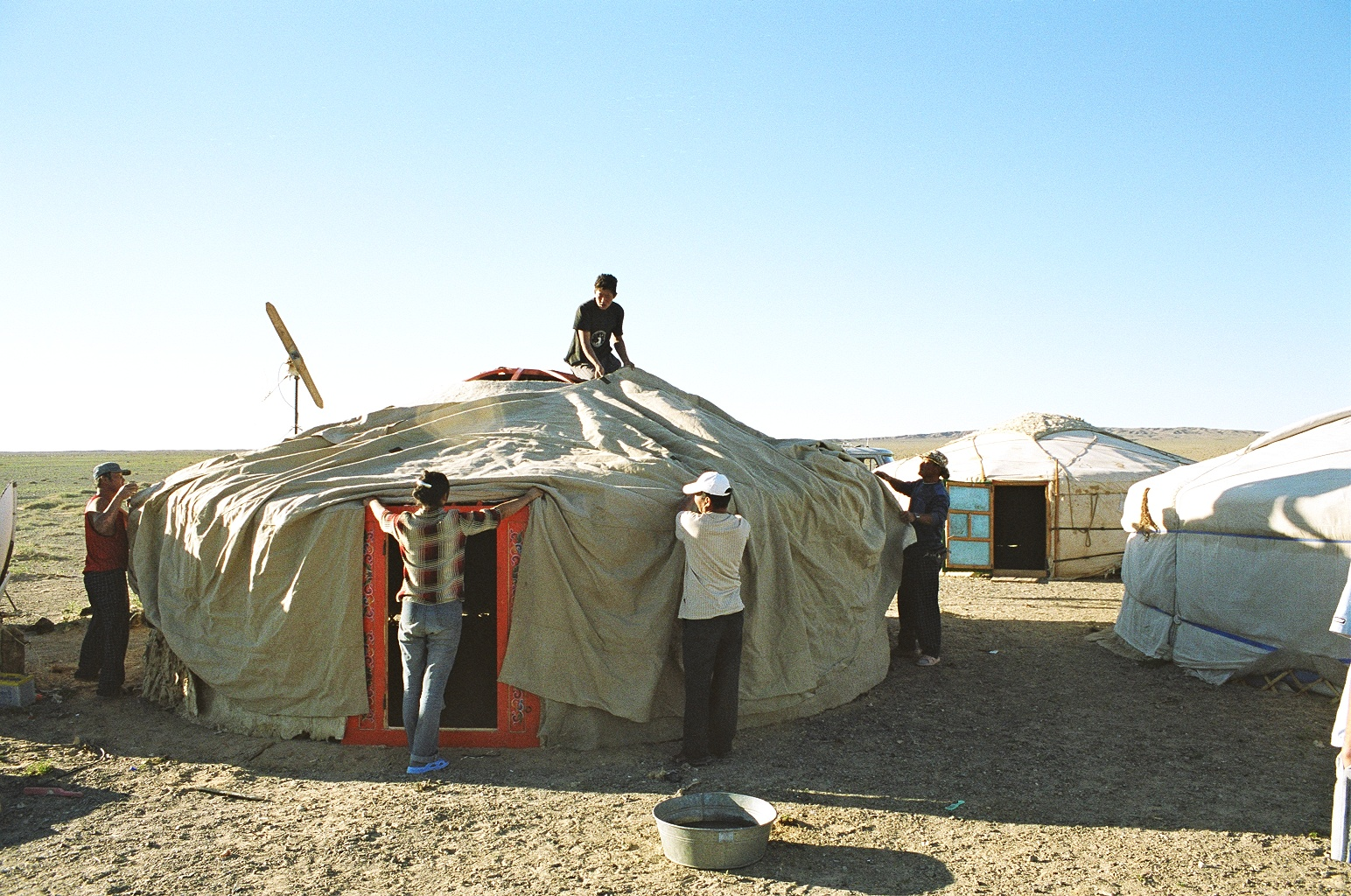
第六步:最後在最外層蓋上布料

## 外形结构
呈圆形，有大也有小，但其基本构造都是一样的，由网状编壁哈那、条木楞子乌尼、圆形天窗和门等构成，外面蒙上毡子，再用鬃毛绳子勒紧即可。蒙古包规格的大小，是由每顶包所用编壁（一般高一米五六，长2米多）的数量来决定的，如4扇、6扇、8扇、10扇、12扇、18扇、24扇等等。普通牧民一般多住6至8扇编壁的。蒙古包的架设很简单，一般是先选好地形，铺好地盘，然后竖立包门、支架编壁、系内围带、支撑木圆顶、安插椽子、铺盖内层毡、围编壁毡、蒙包顶衬毡、覆盖包顶套毡、系外围腰带、挂天窗帘、围编壁底部围毡，最后用毛绳勒紧系牢即可。

## 内部结构

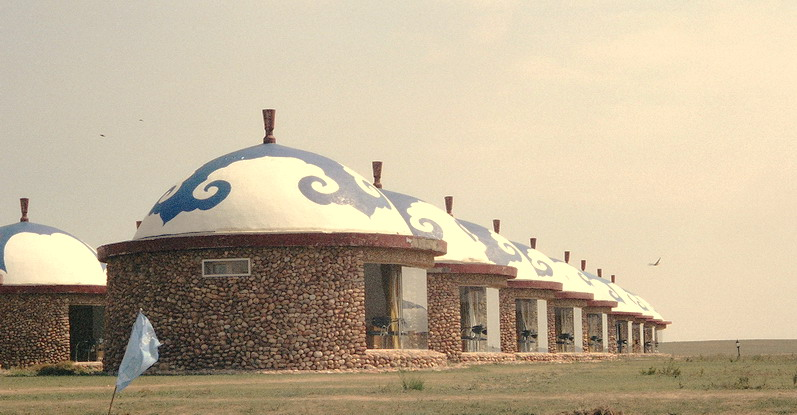
用於觀光的磚構蒙古包模型住房

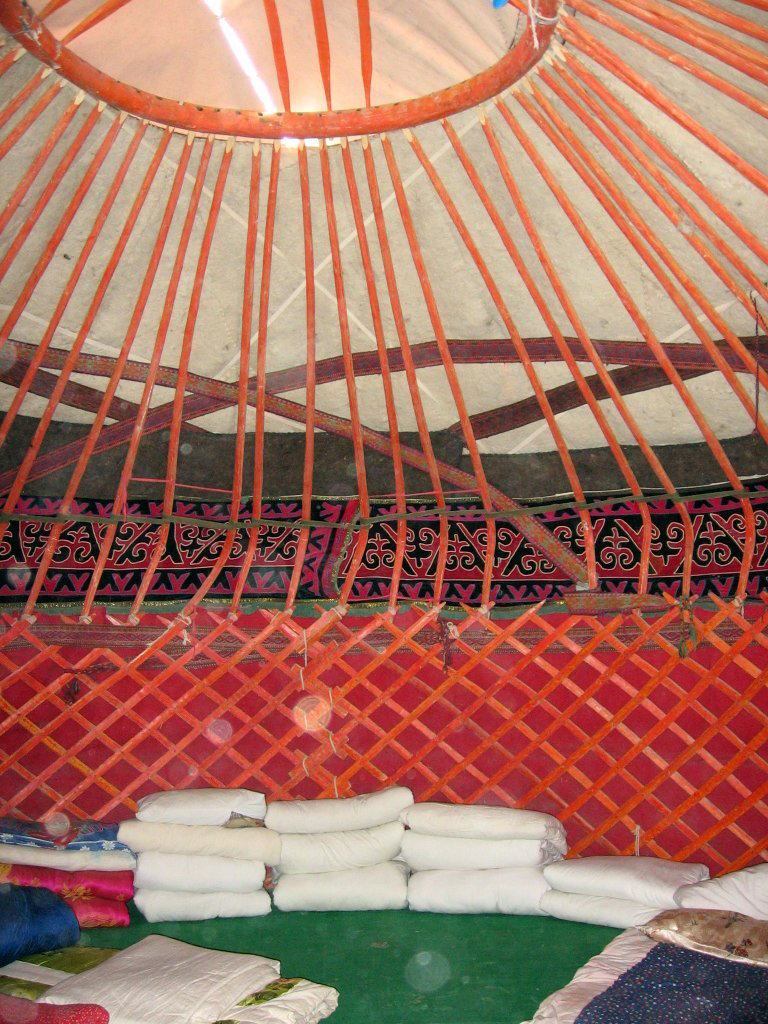
蒙古包的内部

门一般朝向东南方向。包内中央为烹调和取暖用的炉灶，烟筒从天窗伸出。炉灶的周围铺滿牛皮、毛毡或地毯。正面和西侧是长辈的起居处，东面是晚辈的起居处。周围摆设的家具主要有木质的碗柜、板柜、板箱、方桌等，其他特点是小、低，占地少，搬挪方便，不易损坏。蒙古包看起来外形很小，但包内使用面积却很大。而且室内空气流通（除天窗外，编壁墙底部还有一层围毡，夏天可掀开通风，冬天放下保暖），采光条件好，冬暖夏凉，不怕风吹雨打。
最大优点就是拆装容易，搬迁简便。搭建时将哈那拉开便成圆形的围墙，折卸时将哈那折叠合回体积便缩小，又能当牛、马车的车板。一顶蒙古包只需要两峰骆驼或一辆勒勒车就可以运走，两三个小时就能搭盖起来，非常适合于经常移场放牧的游牧民居住和使用。现代，蒙古包的结构、材料等有新的发展。出现了钢架结构的蒙古包，蒙古包的前后加开了窗户，使采光和通风性能更好。室内还增加了床、电视机、收音机等各种现代生活用品。

## 用途
蒙古包不仅是牧民移动的家，也变得更加现代化。更大更高的蒙古包被打造成特色民宿，还能放在餐厅、景区等地发展旅游业。

## 图集

清代皇帝在承德召开宴会时使用的大型蒙古包
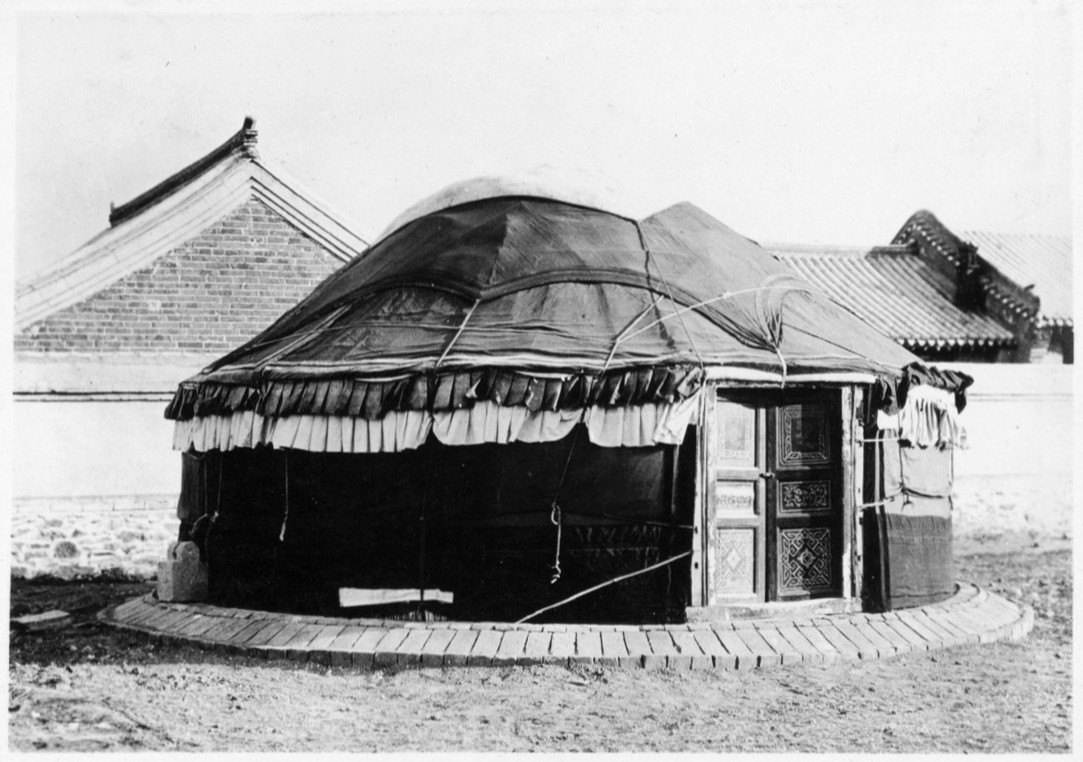
民国初年北京的王府里的蒙古包
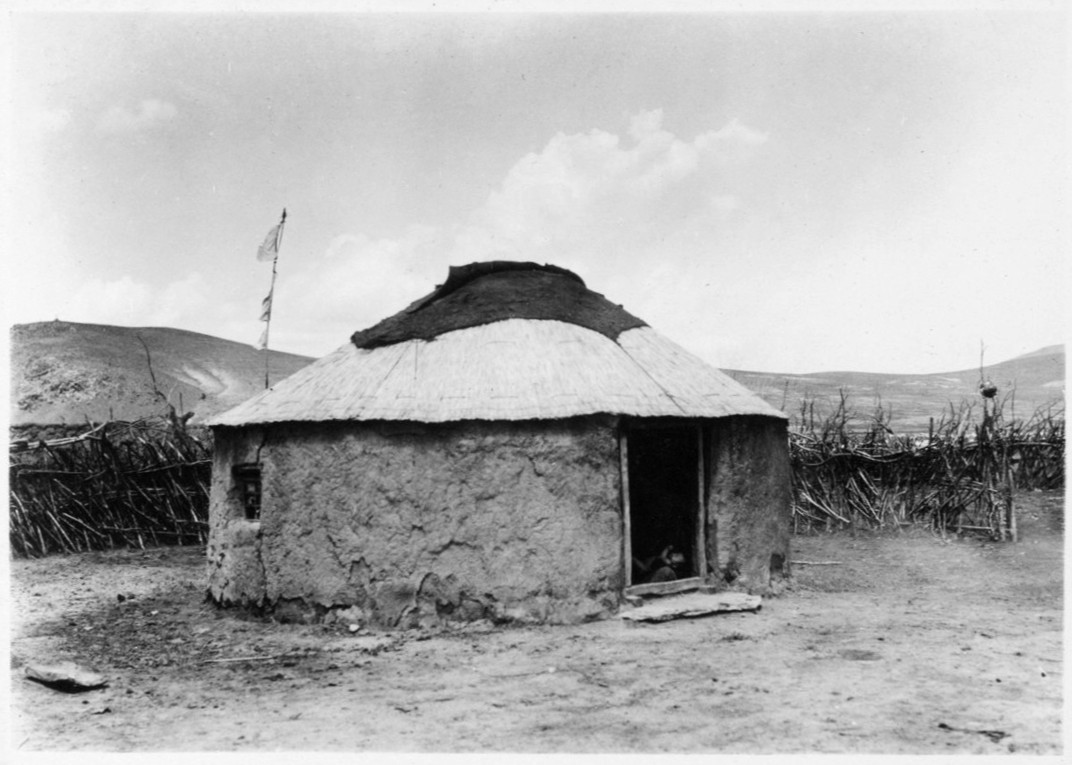
民国初年兴安岭山麓的蒙古包造型的房屋
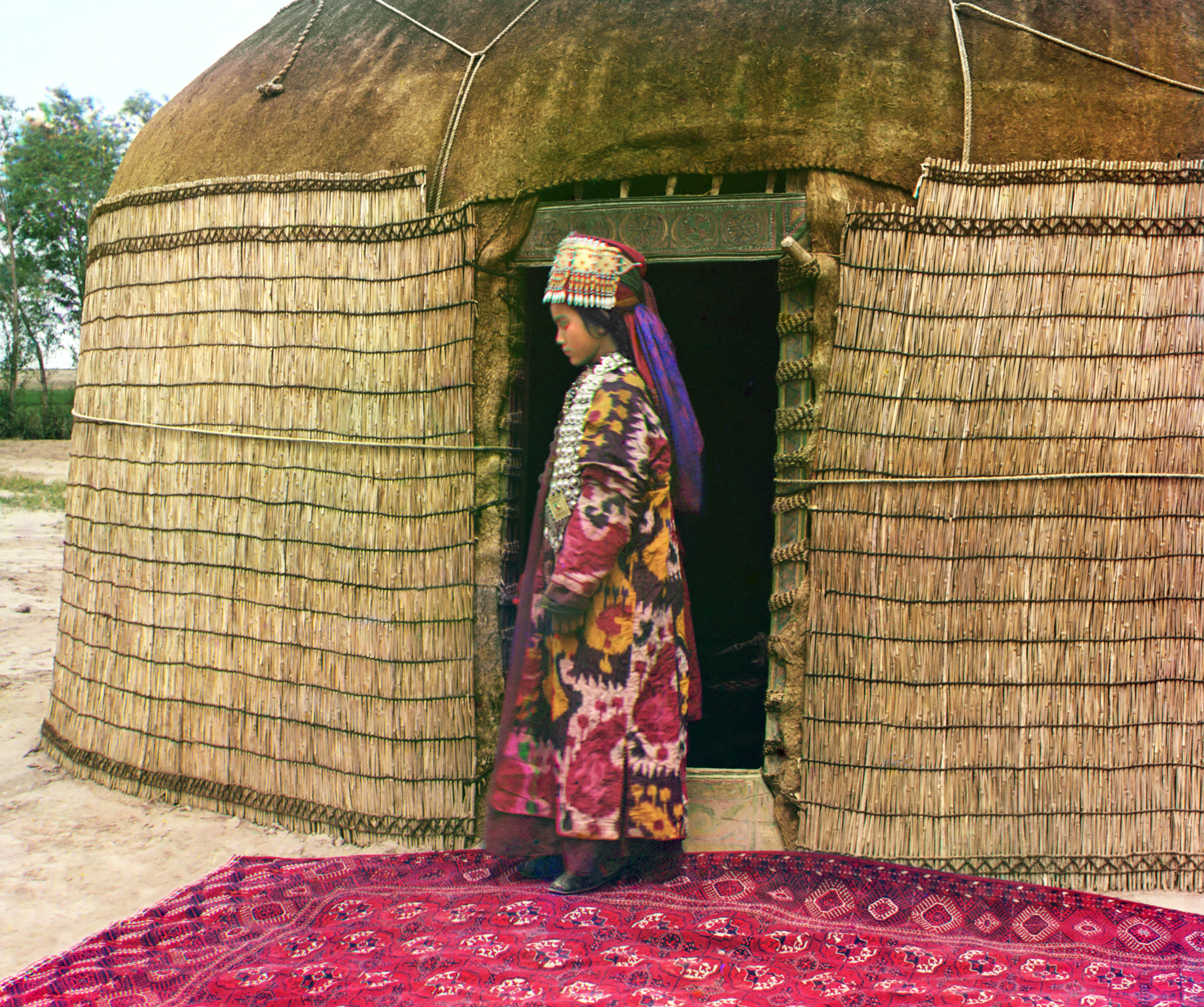
土库曼人妇女在毡包前，1911年摄于中亞

## 外部連結
- 维基共享资源上的相關多媒體資源：蒙古包
- 游牧察哈尔人的蒙古包。中国内蒙古，1874 年 （页面存档备份，存于）
- Yurt Info （页面存档备份，存于） – A comprehensive resource for yurts and related structures
- Yurt Forum （页面存档备份，存于） – A community resource for yurts and related structures
- Yurt - World History Encyclopedia （页面存档备份，存于）
- What is Mongolia Ger?(Mongolia Yurt) （页面存档备份，存于）
- Timelapse of Yurt construction at Blackdown Yurts – Devon, England by Mike Lusmore 的存檔，存档日期2015-04-19.
- Yurts of the Nomadic Chahar People. Inner Mongolia, China, 1874 （页面存档备份，存于）